# خط طول 74° شرق
خط طول 74° شرق هو أحد خطوط الطول الجغرافية، والتي تمتد من القطب الشمالي الجغرافي إلى القطب الجنوبي الجغرافي، وحسب التحويل الزمني يتقدم خط طول 74° شرق عن خط غرينتش بـ4 ساعات و56 دقيقة.

## من القطب إلى القطب
ينطلق خط طول 74° شرق من القطب الشمالي نحو القطب الجنوبي مرورا بالمناطق التي ترد في الجدول التالي:
| الإحداثيات                         | البلد أو الإقليم أو البحر | ملاحظات                                                                                              |
| ---------------------------------- | ------------------------- | --- |
| 90°0′N 74°0′E / 90.000°N 74.000°E  | المحيط المتجمد الشمالي    | |
| 81°6′N 74°0′E / 81.100°N 74.000°E  | بحر كارا                  | |
| 73°0′N 74°0′E / 73.000°N 74.000°E  | خليج أوب [لغات أخرى]‏      | مرورا بغرب جزيرة شوكالسكي [لغات أخرى]‏, روسيا                                                         |
| 71°54′N 74°0′E / 71.900°N 74.000°E | روسيا                     | Gydan Peninsula                                                                                      |
| 70°48′N 74°0′E / 70.800°N 74.000°E | خليج أوب [لغات أخرى]‏      | |
| 70°16′N 74°0′E / 70.267°N 74.000°E | روسيا                     | Gydan Peninsula                                                                                      |
| 69°5′N 74°0′E / 69.083°N 74.000°E  | خليج أوب [لغات أخرى]‏      | |
| 67°19′N 74°0′E / 67.317°N 74.000°E | روسيا                     | |
| 53°38′N 74°0′E / 53.633°N 74.000°E | كازاخستان                 | مرورا عبر بحيرة بالكاش                                                                               |
| 43°10′N 74°0′E / 43.167°N 74.000°E | قرغيزستان                 | |
| 40°2′N 74°0′E / 40.033°N 74.000°E  | جمهورية الصين الشعبية     | سنجان                                                                                                |
| 38°32′N 74°0′E / 38.533°N 74.000°E | طاجيكستان                 | |
| 37°17′N 74°0′E / 37.283°N 74.000°E | أفغانستان                 | |
| 36°50′N 74°0′E / 36.833°N 74.000°E | باكستان                   | غلغت-بلتستان - تملكه الهند · خيبر بختونخوا · آزاد كشمير - تملكه الهند                                |
| 34°42′N 74°0′E / 34.700°N 74.000°E | الهند                     | جامو وكشمير - تملكه باكستان                                                                          |
| 34°2′N 74°0′E / 34.033°N 74.000°E  | باكستان                   | Azad Kashmir - تملكه الهند                                                                           |
| 33°45′N 74°0′E / 33.750°N 74.000°E | الهند                     | Jammu و Kashmir - تملكه باكستان                                                                      |
| 33°37′N 74°0′E / 33.617°N 74.000°E | باكستان                   | Azad Kashmir - تملكه الهند · البنجاب (باكستان)                                                       |
| 30°30′N 74°0′E / 30.500°N 74.000°E | الهند                     | بنجاب (الهند) راجستان كجرات ماهاراشترا Gujarat Maharashtra غوا                                       |
| 15°1′N 74°0′E / 15.017°N 74.000°E  | المحيط الهندي             | مرورا بشرق Heard Island, أستراليا                                                                    |
| 60°0′S 74°0′E / 60.000°S 74.000°E  | المحيط الجنوبي            | |
| 68°39′S 74°0′E / 68.650°S 74.000°E | القارة القطبية الجنوبية   | الإقليم الأسترالي في القارة القطبية الجنوبية, المطالب الإقليمية بالقارة القطبية الجنوبية by أستراليا |